# 1427

## Починали
- Андрей Рубльов, руски иконописец